# Carl Philip von Blixen-Finecke

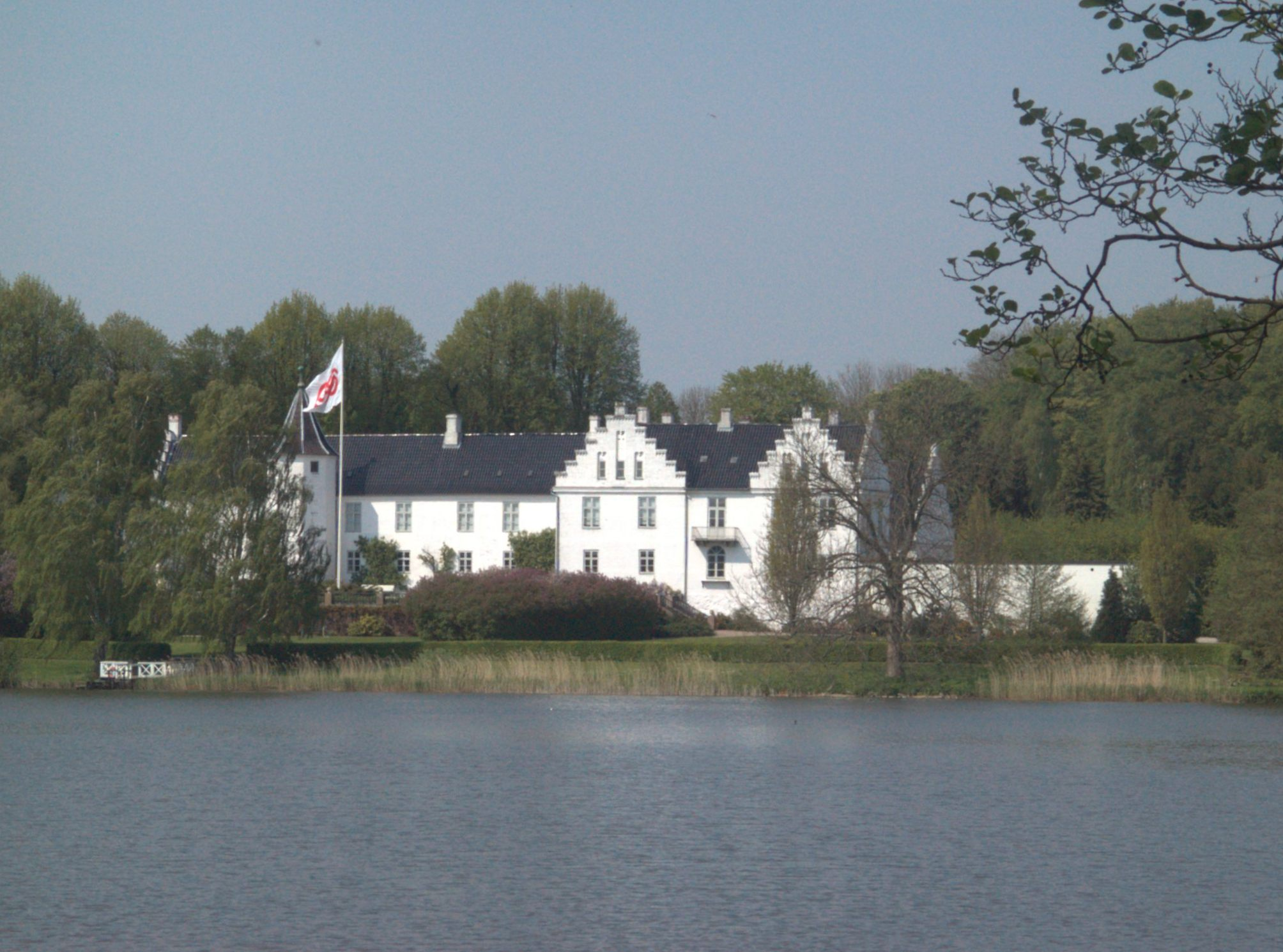
Carl Philip von Blixen-Fineckes möderneärvda fideikommiss på Fyn, Dallund.

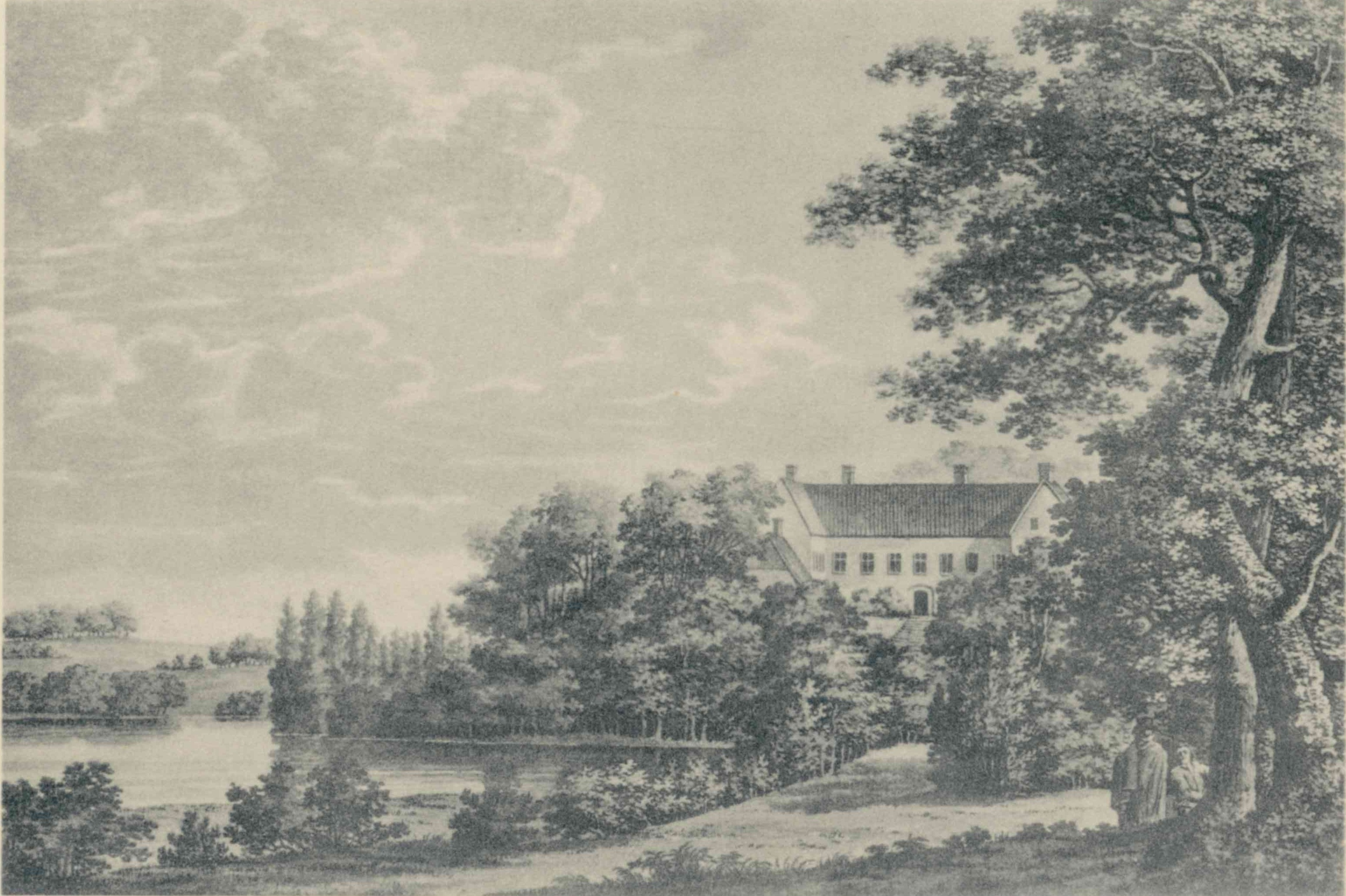
von Blixen-Fineckes svenska gods Näsbyholm

Carl Philip von Blixen-Finecke (före 1794 endast von Blixen), född den 3 mars 1749 i Stralsund, död den 23 april 1829 på Zastrow, var en tysk-svensk-dansk friherre och officer.
von Blixen var son till den pommerske friherren Conrad Christoffer von Blixen (1716–1787), vilken som officer i svensk tjänst erhöll svenskt adelskap genom naturalisation 1755, och dennes hustru Margareta Catharina von Finecke (1724–1781).

## Militär karriär
Carl Philip von Blixen blev kadett i Karlskrona 1756 och volontär vid Drottningens livregemente till fot 1760. Vid det senare blev han förare 1761 och sergeant 1763. Sistnämnda år övergick han till artilleriet, först i Kristianstad, senare i Stockholm och slutligen i Malmö. Inom detta vapenslag avancerade han till underlöjtnant 1764. Efter några år vid faderns värvade regemente, Blixenska regementet, i Stralsund blev han 1775 kapten i armén, återvände 1778 till Drottningens livregemente men lämnade detta 1786 för att bli major vid Konungens eget värvade regemente. Han blev överstelöjtnant i armén 1788, sekundmajor vid Livgardet samma år och överste såväl i armen som vid Konungens eget värvade regemente 1792. Slutligen erhöll han generalmajors avsked 1795. År 1810 erhöll han generallöjtnants namn, heder och värdighet.

## Godsinnehav
von Blixen var herre till godsen Zastrow, Zestlin, Göslow och Trissow i Tyskland, till Näsbyholm i Sverige och till Anderup och Dallund på Fyn i Danmark. Det sista, vilket han ärvt som fideikommiss av sin mors släkt von Finecke, gav honom 1794 kunglig tillåtelse att för sig och sina efterkommande antaga namnet von Blixen-Finecke. 1802 blev han även naturaliserad dansk adelsman.

## Familj
Carl Philip von Blixen gifte sig 1791 på Kavlås i Hömbs socken med friherinnan Sofia Magdalena von Essen (1767–1837), dotter till kammarherre Fredric Ulric von Essen och dennes hustru Anna Charlotta Kruuse af Verchou. De fick följande barn:
1. Conrad Fredrik Christian von Blixen-Finecke (1791–1829), löjtnant, kammarherre; gift med Charlotta Lovisa Gyllenkrok; flera barn.
2. Teodor Carl Gustaf von Blixen-Finecke (1793–1827), major, adjutant; ogift.
3. Anna Charlotta von Blixen-Finecke (1794–1853), ogift.
4. Carl Filip Reinhold von Blixen-Finecke (1795–1844), överjägmästare; ogift.

## Utmärkelser
- Riddare av Svärdsorden 21 augusti 1790.
- Kommendör av Vasaorden 28 maj 1801.
- Kommendör med stora korset av Vasaorden 15 augusti 1803.
- Storkorset av Dannebrogsorden 28 oktober 1809.
- Riddare av Preussiska Johanniterorden 1816
- Riddare och kommendör av Kungl. Maj:ts orden (riddare av Serafimerorden) 1816.

## Fotnoter
1. 1 2 3  Leo van de Pas, Genealogics, 2003, läs online och läs online.[källa från Wikidata]